# حسن أبوالفضل

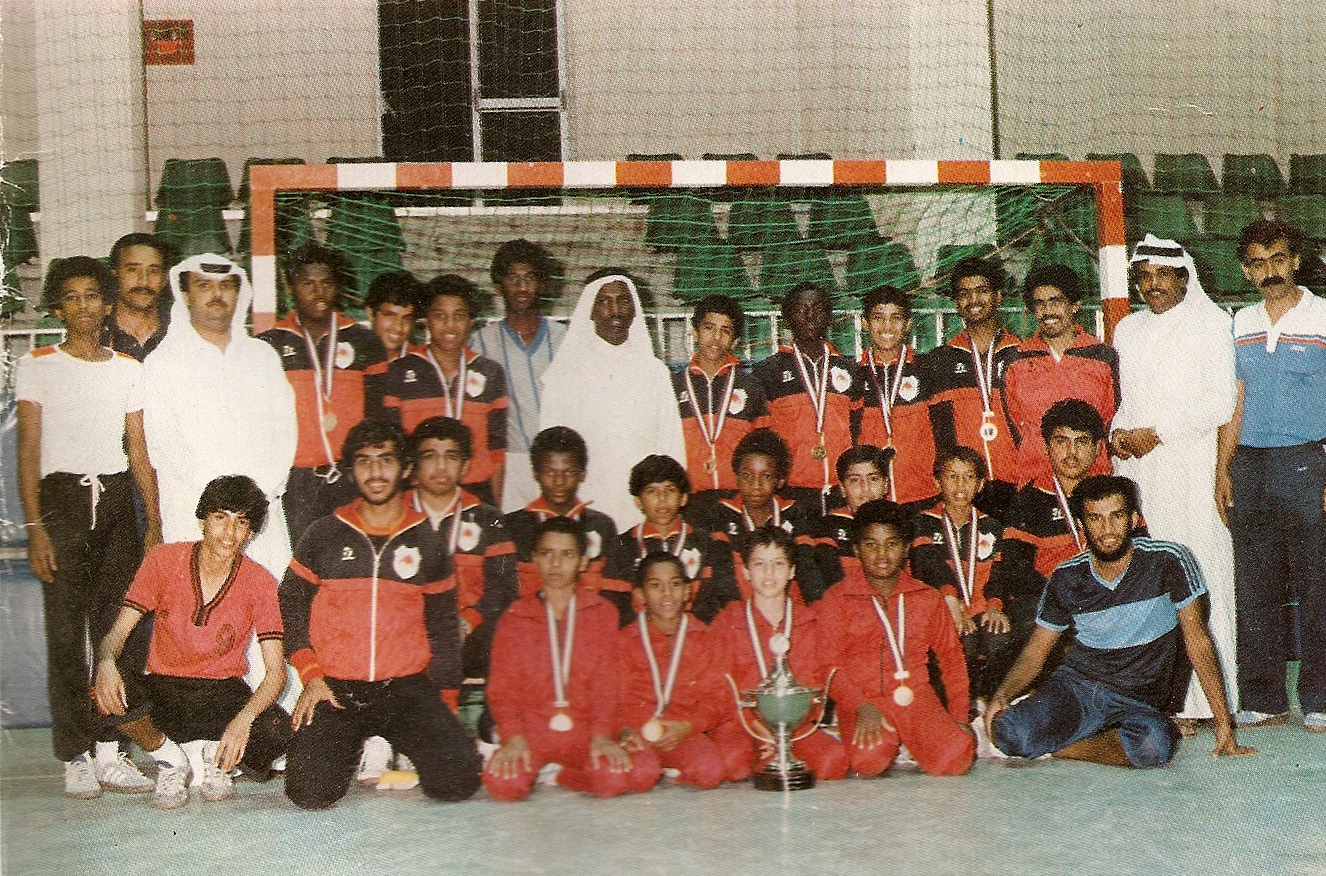
حسن ابوالفضل

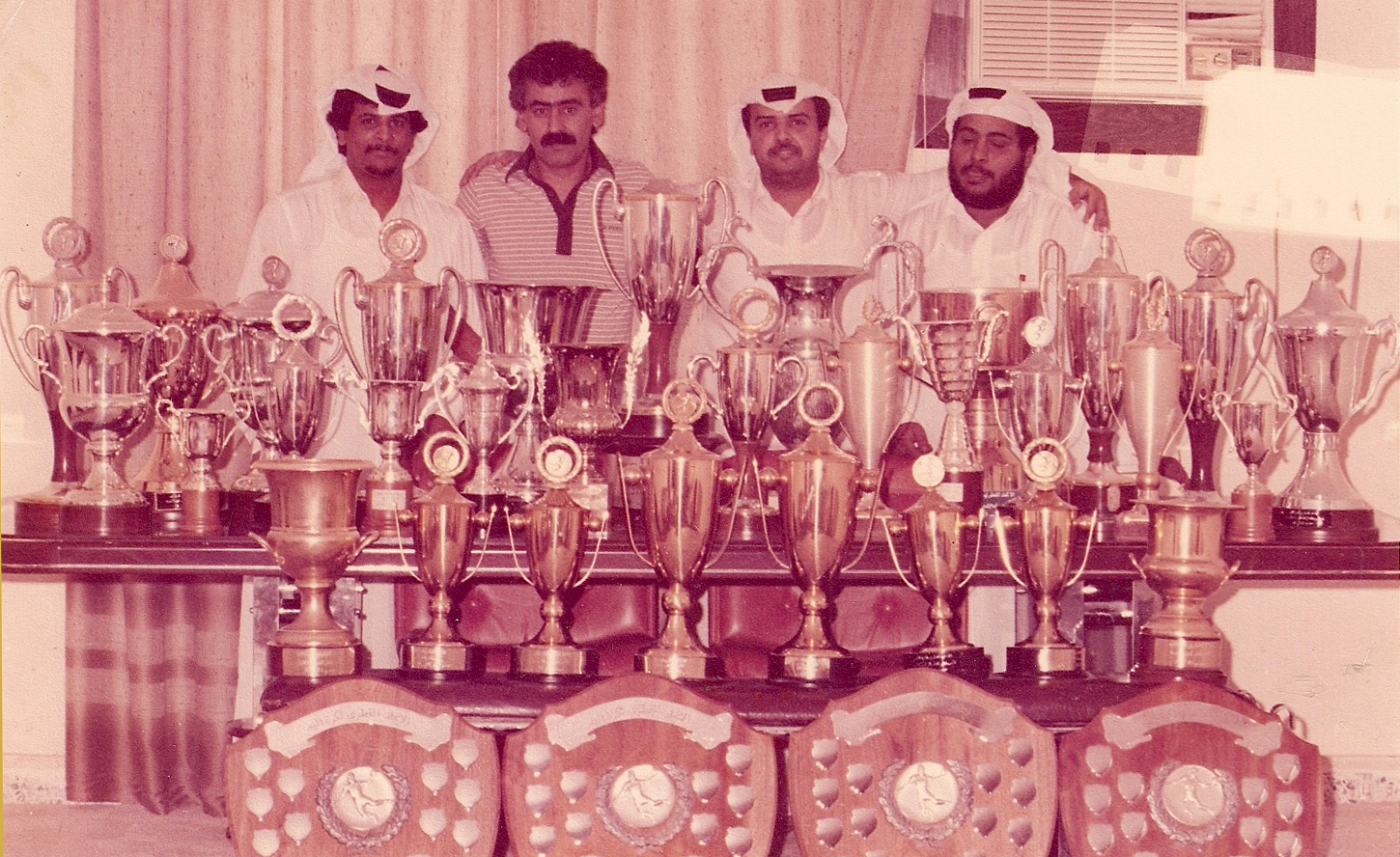
حسن ابوالفضل

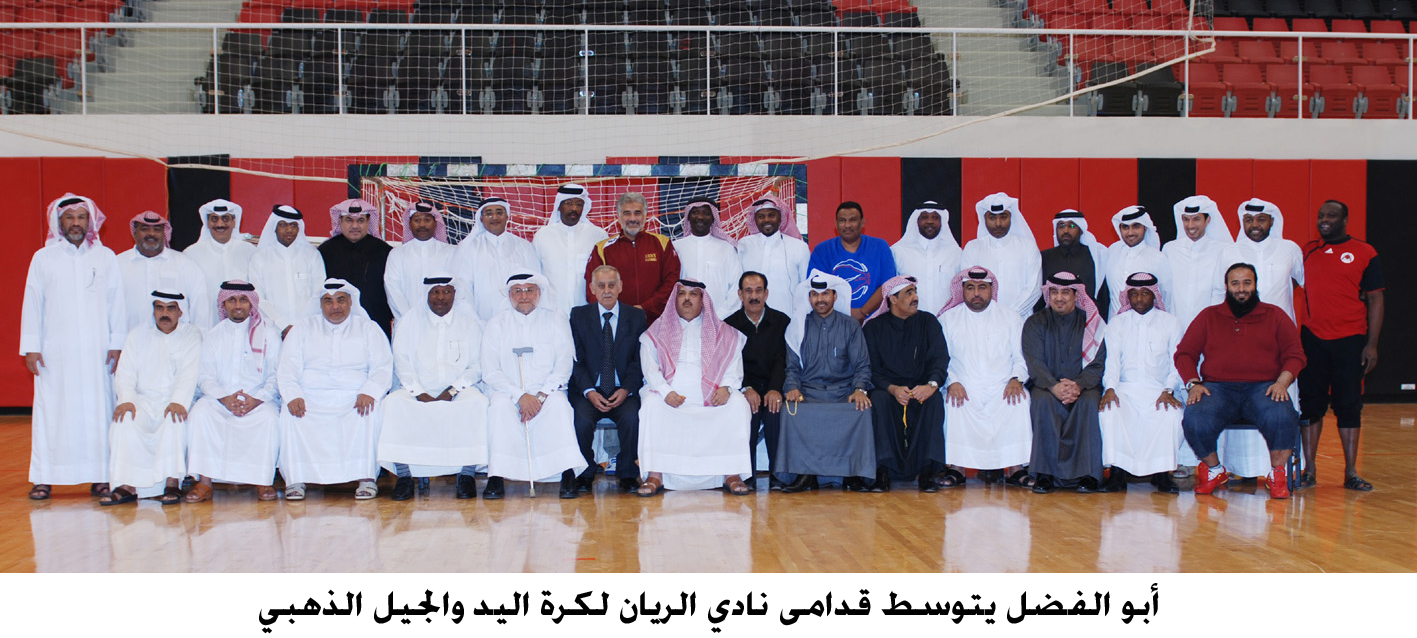
حسن ابوالفضل

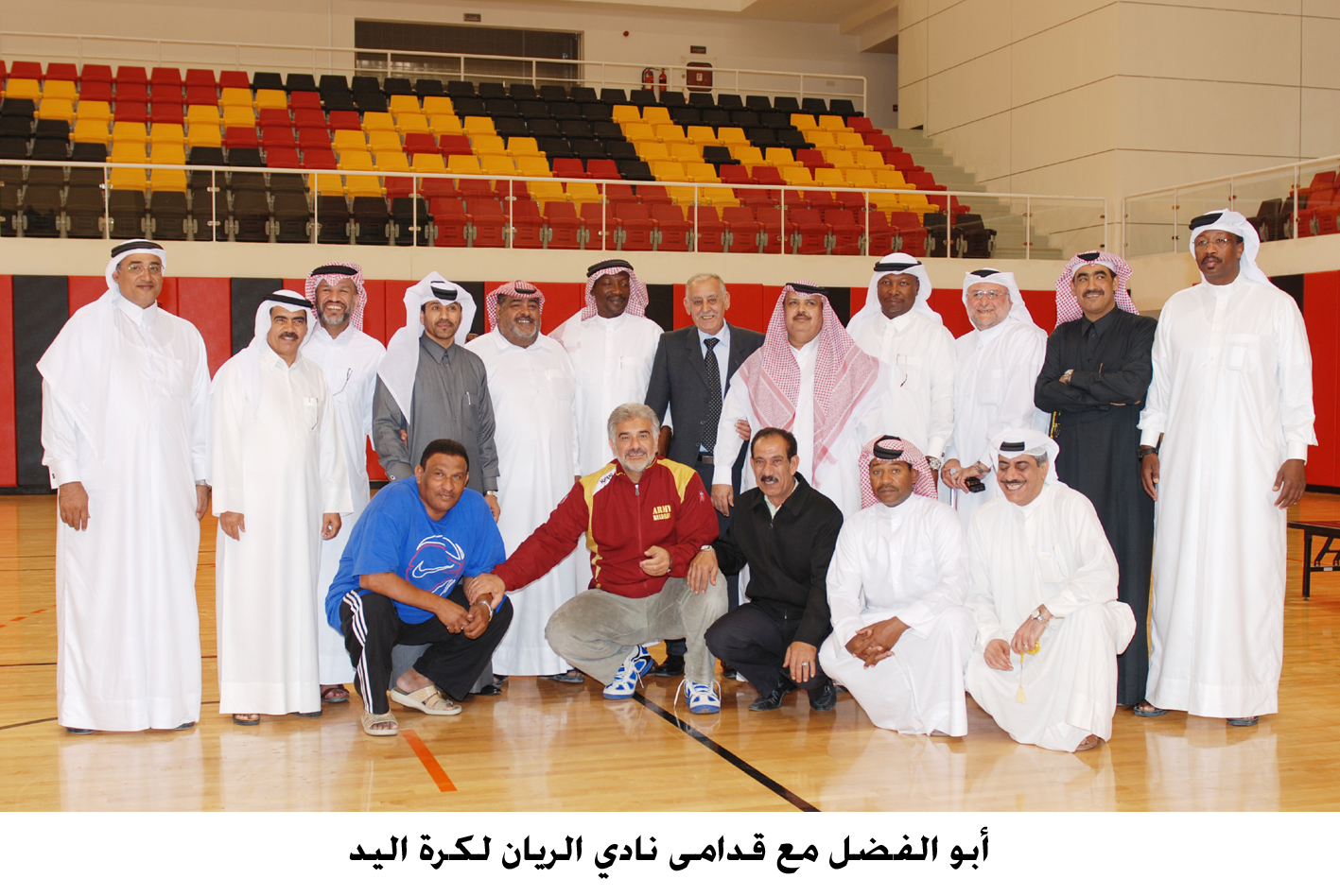
حسن ابوالفضل

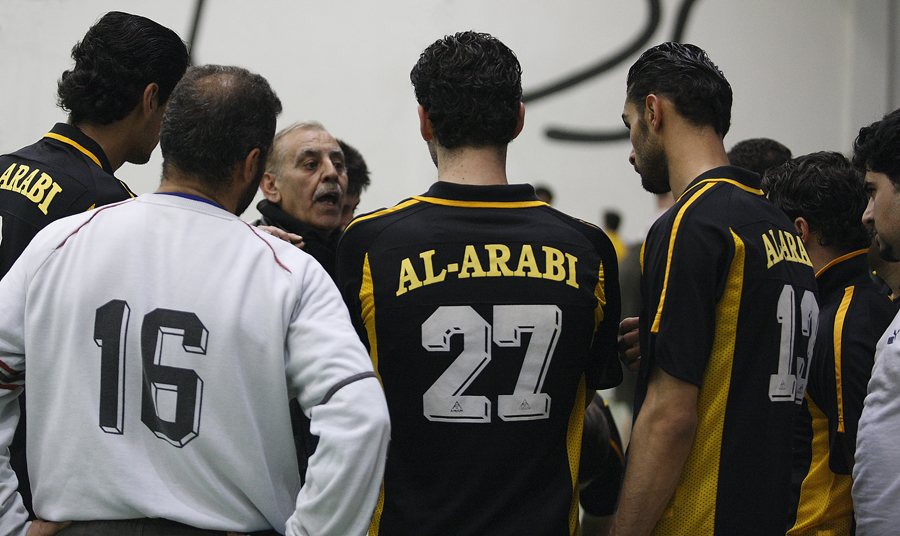
حسن ابوالفضل

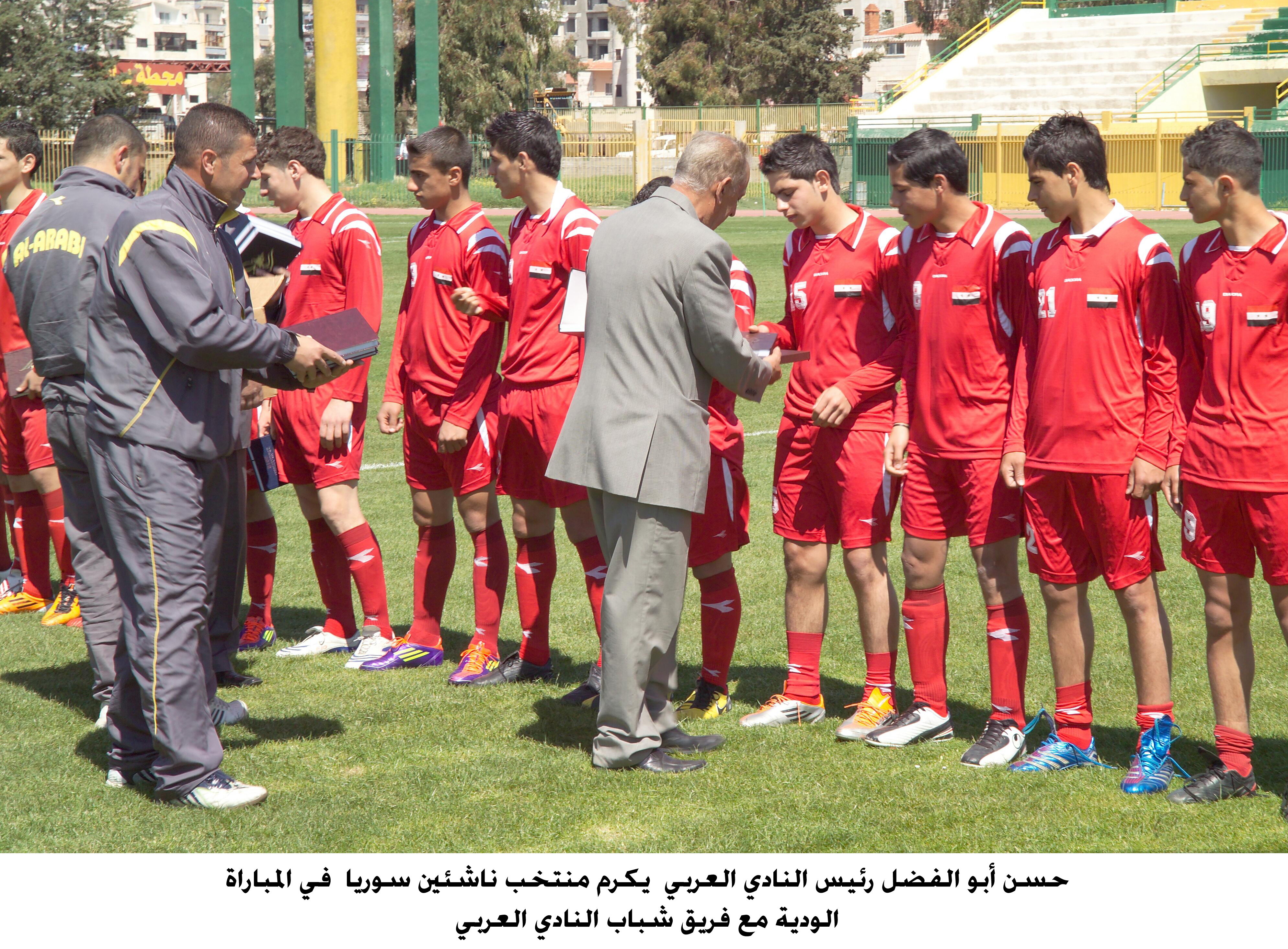
حسن ابوالفضل

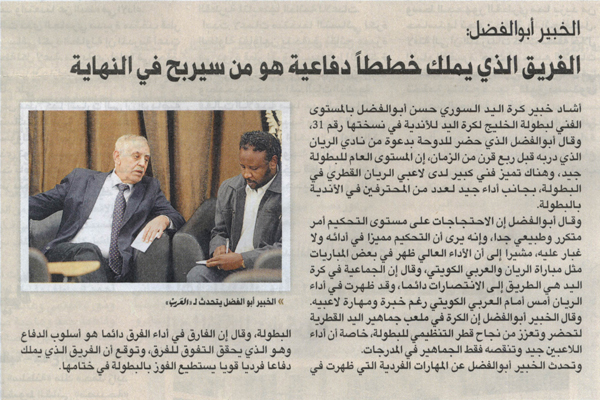
حسن ابوالفضل

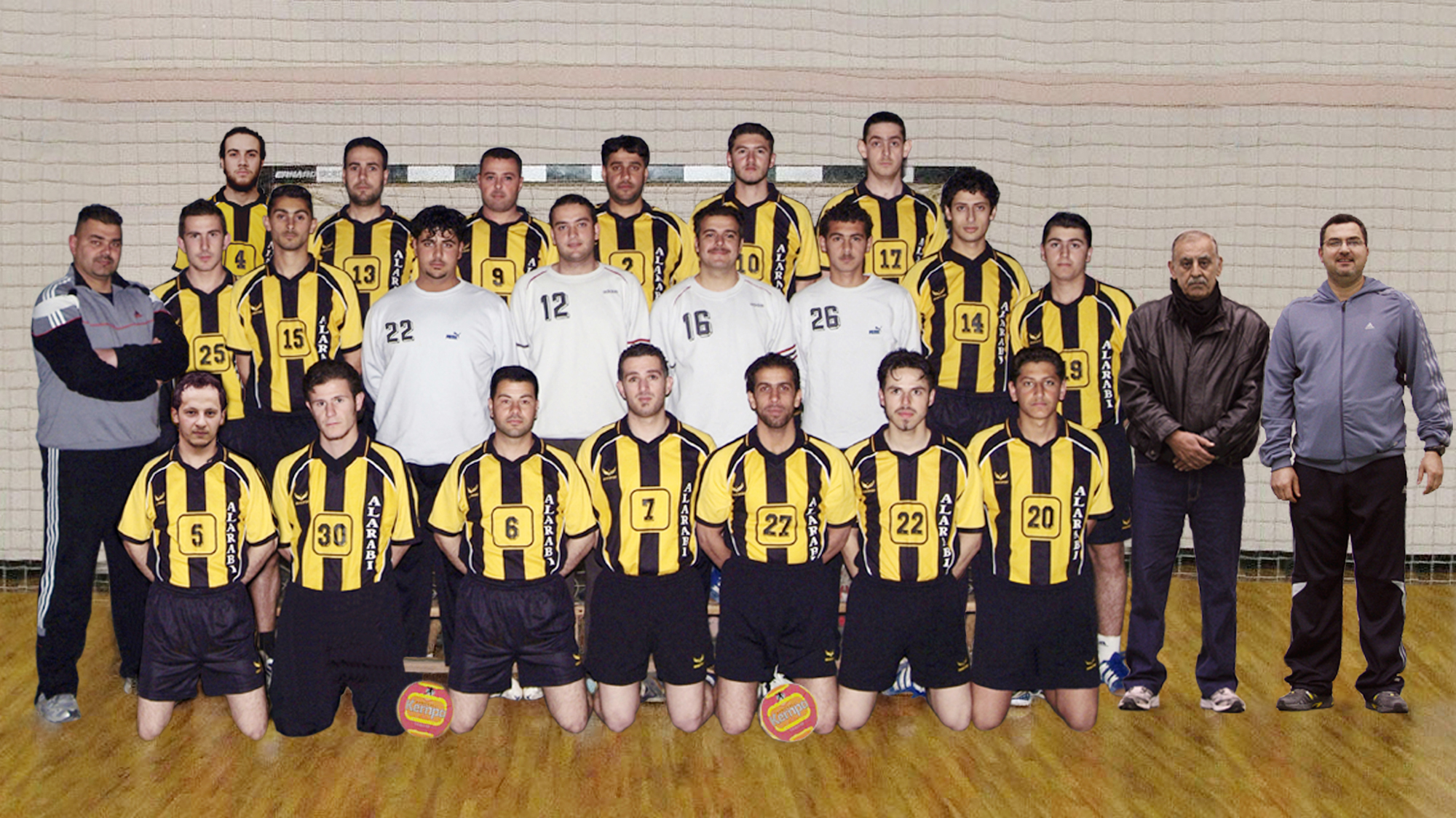
حسن ابوالفضل

من مواليد مدينة السويداء في سوريا 2 شباط 1948، له ثلاثة أبناء إبنتان وصبي.
نشأ في عائلة رياضية، مارس عدة رياضات مختلفة منذ نشأته، حيث بدأ في ألعاب القوى التي توج من خلال رياضة القفز بالزانة ببطولة سوريا.
تفوق في دراسته الرياضية مما مكنه من الحصول على بعثة للدراسة في كلية لايبزغ في ألمانيا الشرقية للرياضة، تخرج من كلية الرياضة من لايبزغ ألمانيا الشرقية في عام 1973 بشهادة ماجستير كرة يد (تخصص تدريب)،
عضو مجموعة البحث العلمي وتطوير كرة اليد بمعهد لايبزغ .
عند عودته إلى سوريا شغل منصب عضو مجلس إدارة الاتحاد السوري لكرة اليد من عام 1974 - 1980 ثم نائبا للرئيس، وفي العام 1973 تم تعيينه رئيسا للإتحاد الرياضي في مدينة السويداء.
اعتمد كمحاضراً من الاتحاد الدولي لكرة اليد من عام 1974، وحاضر في كثير من دورات التأهيل وصقل المدربين تحت إشراف الاتحاد الدولي والاتحاد الألماني والعربي والسوري.
- دورة تأهيل وصقل بسوريا 1978 بإشراف الإتحاد الدولي لكرة اليد.
- دورة تأهيل وصقل بسوريا 1978 بإشراف الاتحاد العربي لكرة اليد.
- دورة تأهيل وصقل ببورسعيد 1978 بإشراف الاتحاد العربي لكرة اليد.
- دورة تأهيل وصقل بتونس 1979 بإشراف الاتحاد العربي لكرة اليد.
- دورة إعداد مدربين بسوريا 1980 بإشراف الاتحاد الألماني لكرة اليد.
- دورة إعداد وصقل مدربين بسوريا 1974 بإشراف الاتحاد السوري لكرة اليد.
- دورة إعداد وصقل مدربين بسوريا بإشراف الاتحاد الألماني لكرة اليد.

تواجد أيضاً في العديد من الدورات والدراسات الدولية بإشراف الاتحاد الدولي لكرة اليد منها:
- دراسة خاصة بالإتحاد الدولي لكرة اليد لمدربي المنتخبات الوطنية في (سبليت – يوغوسلافيا سابقاً).
- دراسة خاصة بكرة اليد في الاتحاد الألماني لكرة اليد (دورتموند - ألمانيا).

سافر إلى دولة قطر في عام 1980 و درب فرق نادي الريان بكافة فئاتها وحصد معها 48 لقباً وبطولة ويعتبر أحد مؤسسين اللعبة في النادي.

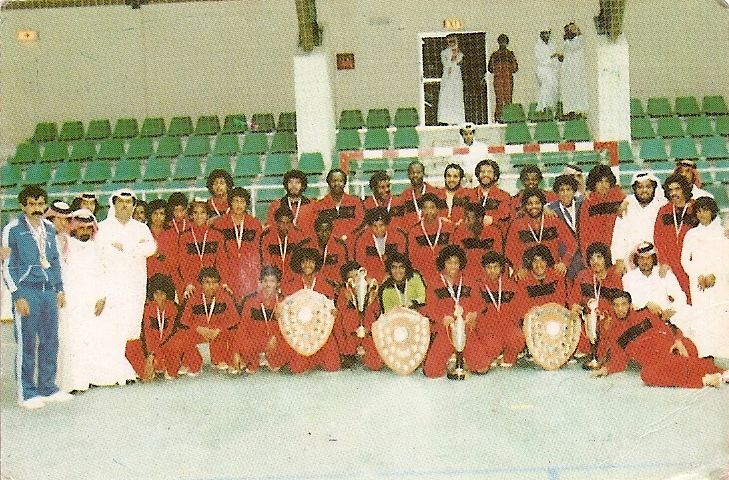
حسن ابوالفضل

استمر مع النادي إلى عام 1988 وكان الرافد الرئيسي للاعبين المنتخبات الوطنية حيث كان لديه أكثر من 40 لاعباً ضمن صفوف المنتخبات في كافة الفئات السنية.
كما كان رئيس اللجنة الفنية بالإتحاد القطري لكرة اليد وعضو لجنة المدربين عام 1980 وقام بإعداد لوائح الاتحاد الفنية والإدارية، وأضاف واستحدث مسابقة الأشبال للدوري العام اعتباراً من موسم 83-82.
أعد دراسة فنية لإنشاء مدارس كرة اليد لفئة البراعم، وقام بعدة دورات تأهيل وصقل وإعداد الكوادر الفنية القطرية لتأهيلهم كمدربين كرة يد.
درب منتخب قطر الوطني عام 1980 بمعسكر الإعداد بتونس بعد انتدابه من نادي الريان لهذه المهمة.
من عام 1988 –1996 مدرب لنادي قطر الرياضي (قطر) والحاصل معه على 16 بطولة، منها المركز الثالث في بطولة الخليج للأندية في الكويت 1994.
عاد إلى سوريا في عام 2010 ودرب هناك فريق النادي العربي لكرة اليد للرجال، ومشرفاً فنياٌ على كافة الفئات.
صعد مع فريق الرجال إلى مصاف أندية الدرجة الأولى عام 2012.
أصبح رئيساً للنادي العربي الرياضي في السويداء عام 2011.
في عام 2011 تم تكريمه من قبل إدارة نادي الريان الرياضي على هامش بطولة الخليج للأندية التي استضافها نادي الريان الرياضي.